# Open Vall Fosca
La travessa d'esquí-alpinisme de la Vall Fosca, format open, és una prova que se celebra des de l'any 1995 i està organitzada pel CEPS (Club d'Esquí de La Pobla de Segur). Des del 2006 se celebra cada dos anys.
Seguint amb la tradició de l'open s'intenta dissenyar un itinerari inèdit (avui dia mai no s'ha repetit itinerari) d'uns 1.500 m de desnivell positiu, variat, combinant forts desnivells, vertiginosos descensos i trams alpins més entretinguts, aprofitant l'orografia de la Vall Fosca, en els quals s'instal·len cordes fixes si és necessari.
És una de les proves més multitudinàries d'aquesta especialitat. L'Open Vall Fosca és una competició per equips de dues persones. El 2019 hi havia un equip de més de 100 voluntaris.

## Itinerari
L'itinerari de la "travessa" es decideix la setmana anterior a la seva celebració, tenint en compte la innivació de la zona, el risc d'allaus i la meteorologia prevista. Com cada any, s'intenta que sigui inèdita, que tingui entre 1.400 i 1.500 metres de desnivell i que combini desnivells i descensos el més espectaculars possibles amb trams alpins més entretinguts on s'instal·lin cordes fixes si és necessari.

## Categories
General, General femenina, General mixta, Sub-23 femenina i masculina, veterans femenina i masculina. A criteri de l'organització es poden crear o suprimir altres categories, depenent dels participants inscrits (ex. Sub-18 o Sub-16).